# BSR Amiab Albacete
El BSR Amiab Albacete es un club profesional de baloncesto en silla de ruedas con sede en la ciudad española de Albacete. Es uno de los clubes más poderosos de Europa de este deporte. En su palmarés figuran cuatro Champions (2022, 2023) 2024 2025, dos Challenge Cup (2015, 2016), cuatro Ligas (2018, 2022, 2023) 2024, una Copa del Rey (2021) y una Supercopa (2022). Milita en División de Honor, máxima competición española. Disputa sus partidos como local en el pabellón Lepanto de la capital manchega.

## Historia
Fue fundado en 1987. En 2015 se proclamó campeón de Europa de baloncesto en silla de ruedas tras vencer en la final de la Challenge Cup al Handicap Sport Varese, de Italia, por 60-76.
Ese mismo año, en 2015, fue galardonado por el Gobierno de Castilla-La Mancha con la Medalla al Mérito en la Iniciativa Social.
En 2016 se coronó por segunda vez en su historia campeón de la Challenge Cup tras vencer 82-63 al Bidaideak Bilbao BSR en la final española disputada en Banja Luka (Bosnia-Herzegovina).
En 2017 Fue subcampeón de Liga subcampeón de la copa del rey y subcampeón de Europa de la EuroCup 1
El 12 de mayo de 2018 se proclamó por primera vez en su historia campeón de la liga española de baloncesto en silla de ruedas tras vencer en la final al Bidaideak Bilbao BSR por 59-54 tras haber sido subcampeón de las tres últimas ediciones.
En 2019 se clasificó por primera vez en su historia para la Final Four de la Champions League, celebrada en Polonia, cayendo en semifinales.Y tercer Puesto en copa del Rey.
En 2020 subcampeón de la Copa del Rey y subcampeón de liga.
En 2021 se proclamó por primera vez campeón de la Copa del Rey tras imponerse en la final al Bidaideak Bilbao BSR por 85-76.
En 2022 se proclamó campeón de la Copa de Europa por primera vez en su historia y campeón de Liga por segunda vez, consiguiendo el doblete. Además, consiguió la Supercopa tras vencer en la final al CD Ilunion. Y subcampeón de Copa del Rey.
En 2023 se proclamó campeón de Europa por segunda vez consecutiva tras vencer al Thuringia Bulls alemán 77-73 en Países Bajos. Y Subcampeón de la copa del rey.
En 2024 fue subcampeón de la copa del rey y de la supercopa de España Además se ganó la cuarta liga y la tercera champions cup consecutiva en el pabellón cocheras de Lepanto en Albacete a turingia bulls consiguiendo la tercera copa de Europa consecutiva venciendo a RSB turingia bulls por 70 64
En 2025 fue subcampeón de la copa del rey campeón del trofeo jccm y campeón de Europa por cuarta vez consecutiva en Estambul al derrotar en la final al deco amiccaci abruzzo por 62-42 y subcampeón de liga.